# Vieques
Vieques és un municipi-illa de Puerto Rico localitzat al mar Carib, també conegut amb el nom de Isla Nena. Està situat a 6 km al sud-est de l'illa de Puerto Rico i a 14 km al sud de l'illa Culebra.
El seu nom provès del nom taïno de l'isla, Bieque, que significa illa o terra petita. El municipi està dividit en 8 barris: Florida, Isabel II (pueblo), Llave, Mosquito, Puerto Diablo, Puerto Ferro, Puerto Real y Punta Arenas.
La Marina dels Estats Units d'Amèrica ocupà més de la meitat de l'illa des de 1941 fins a 2003, el que provocà protestes per l'expropiació de les terres i la presència militar.

## Galeria

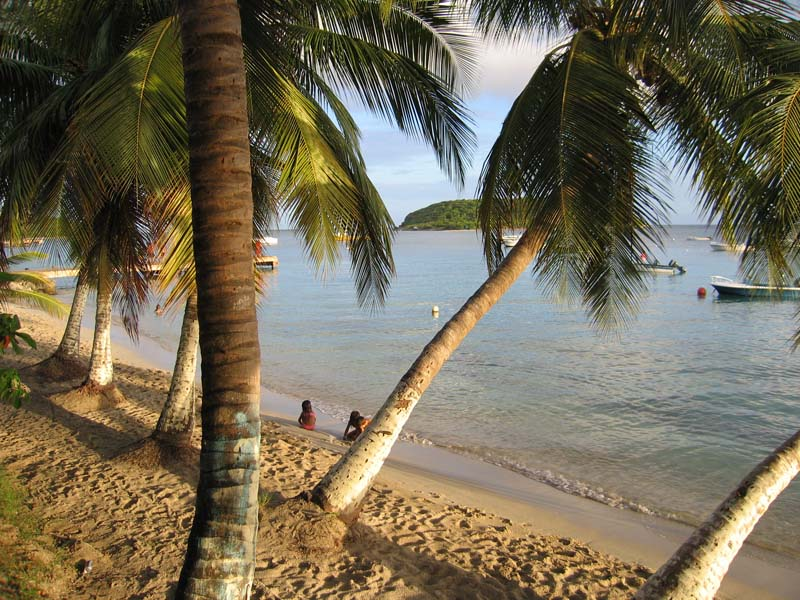
Platja Esperanza, amb l'illot Cayo de Afuera al fons
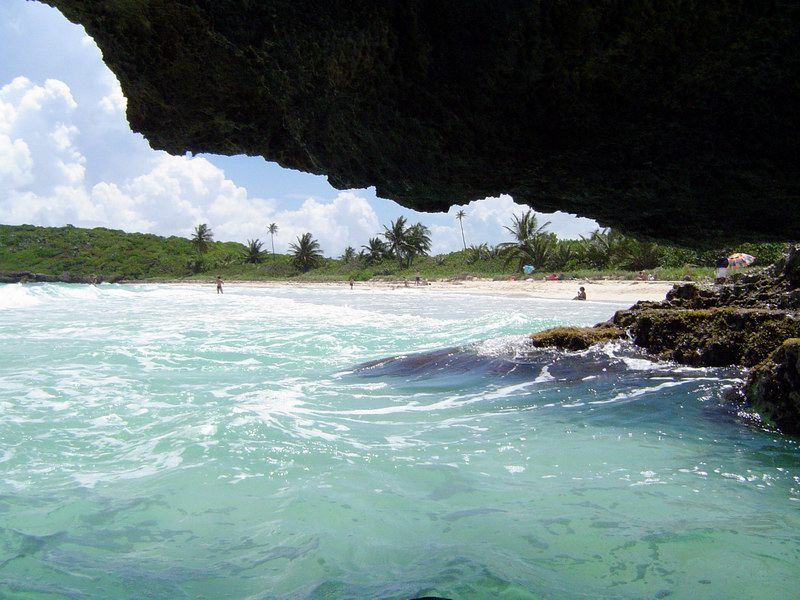
Platja Navio
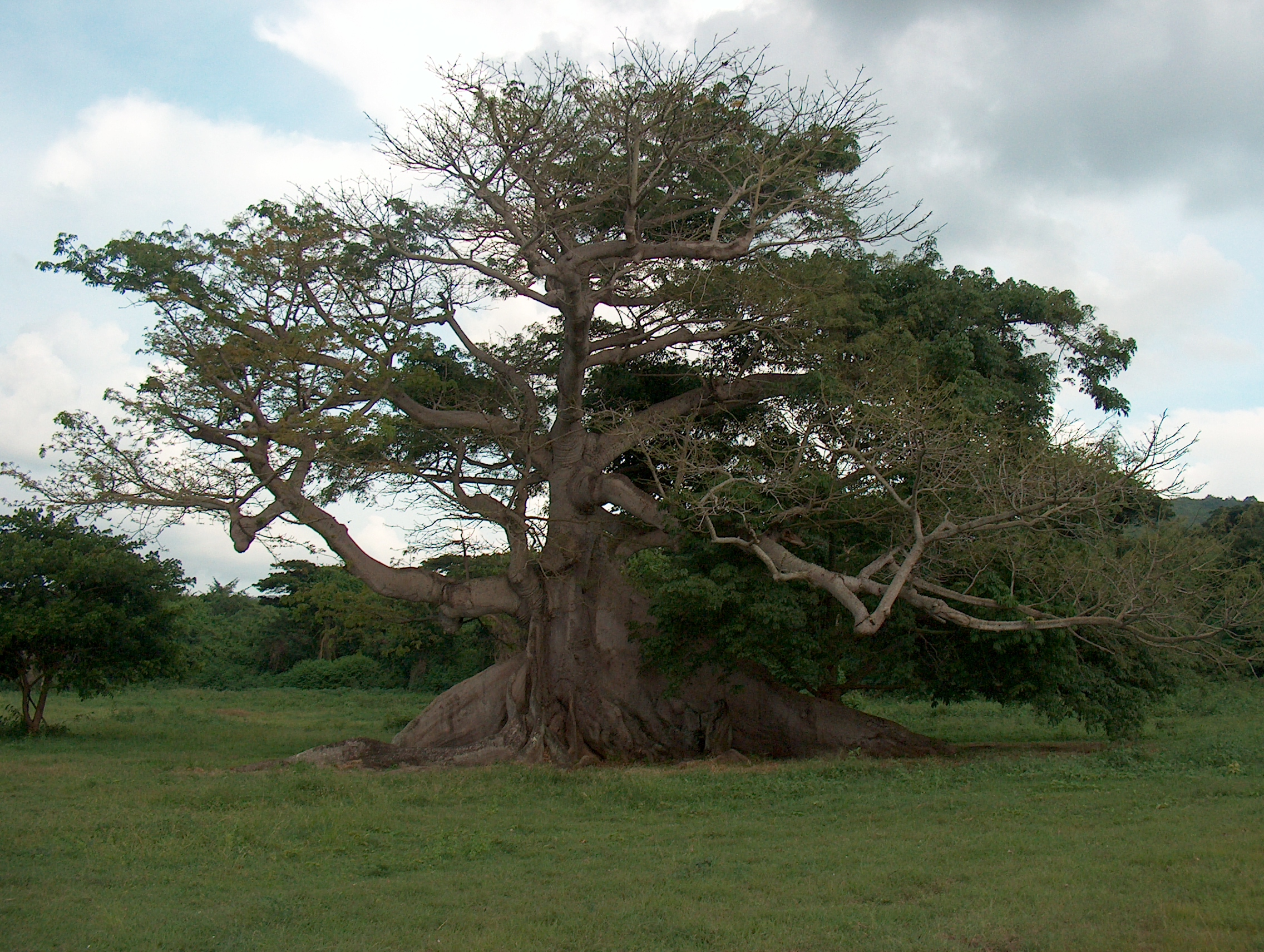
Arbre ceiba amb mes de 300 anys (2005)
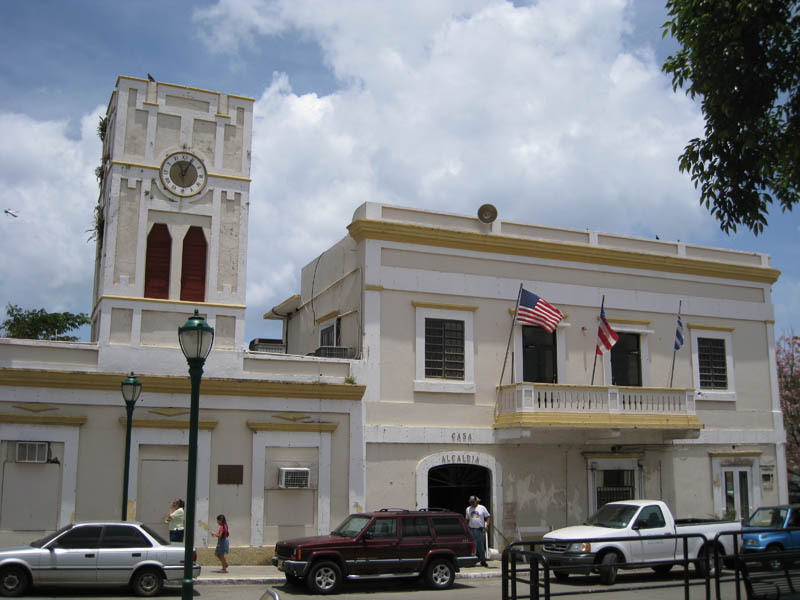
Ajuntament barri Isabel Segunda
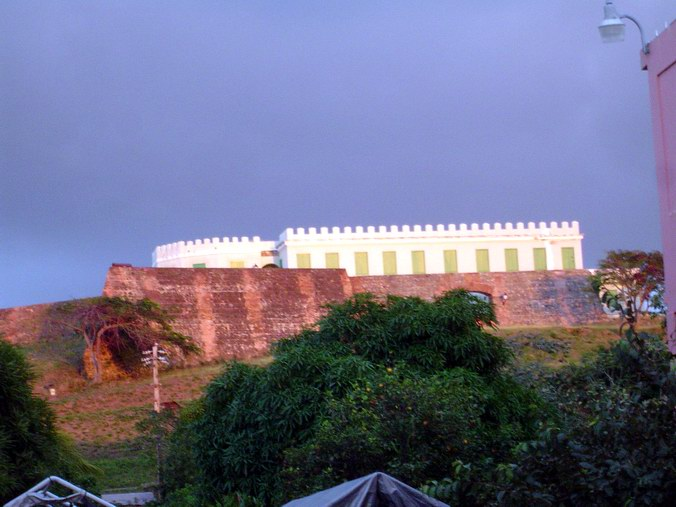
Fort de Vieques o Conde de Mirasol (1845) a Isabel II